# Cameron Mitchell (fútbol americano)
Cameron Mitchell (Bolingbrook, Illinois; 8 de septiembre de 2001) es un jugador profesional estadounidense de fútbol americano, se desempeña en la posición de cornerback en Cleveland Browns, en la National Football League (NFL).

## Carrera
Hizo su debut profesional con el equipo Cleveland Browns, lleva jugando una temporada, comenzó en el 2023.